# فهرست آثار ملی شهرستان کبودرآهنگ
شهرستان کبودرآهنگ به مرکزیت شهر کبودرآهنگ یکی از شهرستان‌های استان همدان است.

## آثار ثبت‌شده
| ردیف | نام اثر                    | نگاره          | دیرینگی                                                   | موقعیت | شمارهٔ ثبت | تاریخ ثبت  | منبع  |
| ---- | -------------------------- | -------------- | --------------------------------------------------------- | --- | --------- | ---------- | ----- |
| ۱    | پل کوریجان                 |                |                                                           | ۲۲ کیلومتری شمال همدان و سمت چپ جادهٔ همدان - تهران، بر روی یکی از انشعابات رود قره‌چای ۳۵°۳′۳۸٫۹۹۷۰″ شمالی ۴۸°۴۰′۲۹٫۸۵۷۱″ شرقی / ۳۵٫۰۶۰۸۳۲۵۰۰°شمالی ۴۸٫۶۷۴۹۶۰۳۰۶°شرقی | ۳۲۴۸      | ۱۳۷۹/۱۲/۲۵ | [ ۱ ] |
| ۲    | حمام داغ داغ‌آباد           | بارگذاری تصویر | قاجاریه                                                   | شهرستان کبودرآهنگ، بخش مرکزی، روستای داغ داغ آباد | ۵۶۹۶      | ۱۳۸۰/۱۲/۲۵ | [ ۲ ] |
| ۳    | تپه کوریجان ۲              |                | پیش از تاریخ ـ اسلامی                                     | شهرستان کبودرآهنگ، بخش مرکزی، دهستان سبز دشت، شمال شرقی روستای کوریجان                                                                                               | ۷۰۱۳      | ۱۳۸۱/۱۰/۱۰ |       |
| ۴    | قباق‌تپه                    |                | اشکانی (پارت) ـ اسلامی                                    | شهرستان کبودرآهنگ، بخش مرکزی، دهستان راهب، روستای قباق‌تپه | ۷۰۱۵      | ۱۳۸۱/۱۰/۱۰ |       |
| ۵    | محوطه حاتم‌آباد             |                | اسلامی                                                    | شهرستان کبودر آهنگ، بخش مرکزی، دهستان سبز دشت، شمال شرق روستای حاتم آباد                                                                                             | ۷۰۱۶      | ۱۳۸۱/۱۰/۱۰ |       |
| ۶    | گوی تپه                    |                | تاریخی                                                    | شهرستان کبودر آهنگ، بخش مرکزی، دهستان سبز دشت، روستای حاتم آباد | ۷۰۱۷      | ۱۳۸۱/۱۰/۱۰ |       |
| ۷    | تپه کوریجان ۱              |                | اشکانی (پارت) ـ ساسانی ـ اسلامی                           | شهرستان کبودر آهنگ، بخش مرکزی، دهستان سبز دشت شمال روستای کوریجان | ۷۰۱۸      | ۱۳۸۱/۱۰/۱۰ |       |
| ۸    | تپه قبرستان نوآباد         |                | اسلامی                                                    | شهرستان کبودر آهنگ، بخش مرکزی، دهستان سبزدشت، جنوب روستای نو آباد | ۷۰۱۹      | ۱۳۸۱/۱۰/۱۰ |       |
| ۹    | تپه قبرستان                |                | تاریخی ـ اسلامی                                           | شهرستان کبودر آهنگ، شمال غرب شهر کبودر آهنگ، جنب شهر قبرستان | ۷۰۲۰      | ۱۳۸۱/۱۰/۱۰ |       |
| ۱۰   | دعوا تپه                   |                | تاریخی ـ اسلامی                                           | شهرستان کبودرآهنگ، بخش مرکزی، دهستان حاجیلو، ۱۴۰ متری شمال روستای نور آباد                                                                                           | ۷۰۲۱      | ۱۳۸۱/۱۰/۱۰ |       |
| ۱۱   | تپه نورآباد ۲              |                | تاریخی ـ اسلامی                                           | شهرستان کبودر آهنگ، بخش مرکزی، دهستان حاجیلو، ۲۵۰ متری شمال روستای نور آباد                                                                                          | ۷۰۲۲      | ۱۳۸۱/۱۰/۱۰ |       |
| ۱۲   | تپه نظر                    |                | اشکانی (پارت) ـ اسلامی                                    | شهرستان کبودر آهنگ، بخش مرکزی، دهستان حاجیلو، روستای نور آباد | ۷۰۲۳      | ۱۳۸۱/۱۰/۱۰ |       |
| ۱۳   | تپه روستای متروک ۱         |                | پیش از تاریخ ـ اسلامی                                     | شهرستان کبودر آهنگ، بخش مرکزی، دهستان سبزدشت، روستای شاوه | ۷۰۲۴      | ۱۳۸۱/۱۰/۱۰ |       |
| ۱۴   | تپه روستای متروک ۲         |                | پیش از تاریخ ـ تاریخی                                     | شهرستان کبودر آهنگ، بخش مرکزی، دهستان سبز دشت، روستای شاوه | ۷۰۲۵      | ۱۳۸۱/۱۰/۱۰ |       |
| ۱۵   | تپه روستای متروک ۳         |                | تاریخی ـ اسلامی                                           | شهرستان کبودر آهنگ، بخش مرکزی، دهستان سبز دشت، روستای شاوه | ۷۰۲۶      | ۱۳۸۱/۱۰/۱۰ |       |
| ۱۶   | حسن تپه                    |                | پیش از تاریخ ـ تاریخی ـ اسلامی                            | شهرستان کبودر آهنگ، بخش مرکزی، دهستان، سبز دشت، ۹۰۰ متر غرب روستای حاتم آباد                                                                                         | ۷۰۲۷      | ۱۳۸۱/۱۰/۱۰ |       |
| ۱۷   | تپه حاتم‌آباد               |                | اشکانی (پارت) ـ اسلامی                                    | شهرستان کبودر آهنگ، بخش مرکزی، دهستان سبز دشت، روستای حاتم آباد | ۷۰۲۸      | ۱۳۸۱/۱۰/۱۰ |       |
| ۱۸   | تپه نورآباد ۱              |                | تاریخی ـ اسلامی                                           | شهرستان کبودر آهنگ، بخش مرکزی، دهستان حاجیلو، روستای نور آباد | ۷۰۲۹      | ۱۳۸۱/۱۰/۱۰ |       |
| ۱۹   | تپه زندان نادر             |                | تاریخی ـ اسلامی                                           | شهرستان کبودر آهنگ، بخش مرکزی، دهستان حاجیلو، روستای نور آباد | ۷۰۳۰      | ۱۳۸۱/۱۰/۱۰ |       |
| ۲۰   | تپه بزرگ                   |                | تاریخی ـ اسلامی                                           | شهرستان کبودر آهنگ، بخش مرکزی، دهستان سبز دشت، ۸۰۰ متری شمال غرب روستای حاتم آباد                                                                                    | ۷۰۳۱      | ۱۳۸۱/۱۰/۱۰ |       |
| ۲۱   | ساری تپه                   |                | پیش از تایخ ـ تاریخی ـ اسلامی                             | شهرستان کبودر آهنگ، بخش مرکزی، دهستان سبز دشت، ۵۰۰ متری غرب روستای نورآباد                                                                                           | ۷۰۳۲      | ۱۳۸۱/۱۰/۱۰ |       |
| ۲۲   | تپه برزخانه                |                | اشکانی (پارت) ـ اسلامی                                    | شهرستان کبودرآهنگ، بخش مرکزی، دهستان سبزدشت، روستای ویان | ۷۵۹۴      | ۱۳۸۱/۱۲/۱۷ |       |
| ۲۳   | حمام اعظم کبودر آهنگ       |                | اواخر قاجار                                               | کبودرآهنگ، خیابان دستغیب کوچه حمام | ۹۸۸۰      | ۱۳۸۲/۰۶/۱۱ |       |
| ۲۴   | تپه روعان                  |                | هزاره یک ق‌م ـ تاریخی                                      | شهرستان کبودرآهنگ، بخش مرکزی، دهستان حاجیلو، روستای روعان بالاتر از نیروگاه غرب                                                                                      | ۹۸۸۱      | ۱۳۸۲/۰۶/۱۱ |       |
| ۲۵   | تپه مسجدین                 |                | تاریخی ـ اسلامی                                           | شهرستان کبودر آهنگ، بخش شیرین سو، دهستان مهربان علیا، حاشیه روستای مسجدین علیا                                                                                       | ۱۳۰۴۱     | ۱۳۸۴/۰۵/۲۲ |       |
| ۲۶   | فولاد تپه شماره ۱          |                | اشکانی ـ ساسانی                                           | شهرستان کبودرآهنگ، بخش مرکز ی، دهستان سبزدشت، یک کیلومتری شرق روستای عین آباد                                                                                        | ۲۱۱۸۱     | ۱۳۸۶/۱۱/۳۰ |       |
| ۲۷   | تپه‌حصار شماره ۱            |                | تاریخی ـ قرون اولیه و میانه اسلامی                        | شهرستان کبودرآهنگ، بخش مرکزی، دهستان راهب، ۱/۵ کیلومتری غرب روستای حصار                                                                                              | ۲۱۱۸۲     | ۱۳۸۶/۱۱/۳۰ |       |
| ۲۸   | تپه دولی                   |                | قرون اولیه و میانه اسلامی                                 | شهرستان کبودرآهنگ، بخش شیرین سو، دهستان مهربان علیا، ۳۵۰ مغرب روستای دولی                                                                                            | ۲۱۱۸۳     | ۱۳۸۶/۱۱/۳۰ |       |
| ۲۹   | تپه کردآباد شماره A        |                | تاریخی ـ قرون اولیه و میانه اسلامی                        | شهرستان کبودرآهنگ، بخش مرکزی، دهستان حاجیلو، ۱۰۰ م شرق روستای کردآباد                                                                                                | ۲۱۱۸۴     | ۱۳۸۶/۱۱/۳۰ |       |
| ۳۰   | تپه کردآباد شماره ۷        |                | تاریخی ـ قرون اولیه و میانه اسلامی                        | شهرستان کبودرآهنگ، بخش مرکزی، دهستان حاجیلو، ۵۰ م شرق روستای کردآباد                                                                                                 | ۲۱۱۸۵     | ۱۳۸۶/۱۱/۳۰ |       |
| ۳۱   | طاس تپه                    |                | تاریخی                                                    | شهرستان کبودرآهنگ، بخش مرکزی، دهستان راهب، ابتدا و در کنار بافت مسکونی روستای طاس تپه                                                                                | ۲۱۱۸۶     | ۱۳۸۶/۱۱/۳۰ |       |
| ۳۲   | تپه شاوه I                 |                | ساسانی                                                    | شهرستان کبودرآهنگ، بخش مرکزی، دهستان سبزدشت، ۵۰۰ م غرب روستای شاوه                                                                                                   | ۲۱۱۸۷     | ۱۳۸۶/۱۱/۳۰ |       |
| ۳۳   | تپه اکنلو II               |                | تاریخی ـ قرون اولیه، میانه و متاخر اسلامی                 | شهرستان کبودرآهنگ، بخش شیرین سو، دهستان مهربان علیا، ۲۰۰ م شرق روستای اکنلو                                                                                          | ۲۱۱۸۸     | ۱۳۸۶/۱۱/۳۰ |       |
| ۳۴   | تپه کردآباد شماره ۲        |                | تاریخی ـ قرون اولیه و میانه اسلامی                        | شهرستان کبودر آهنگ، بخش مرکزی، دهستان حاجیلو، ۳۰۰ متری شمال غرب روستای کرد آباد                                                                                      | ۲۱۱۸۹     | ۱۳۸۶/۱۱/۳۰ |       |
| ۳۵   | تپه کردآباد شماره ۳        |                | تاریخی ـ قرون اولیه، میانه و متاخر اسلامی                 | شهرستان کبودرآهنگ، بخش مرکزی، دهستان حاجیلو، ۳۰۰ م شمال و شمال غربی روستای کردآباد                                                                                   | ۲۱۱۹۰     | ۱۳۸۶/۱۱/۳۰ |       |
| ۳۶   | تپه کردآباد شماره ۶        |                | تاریخی ـ قرون اولیه و میانه اسلامی                        | شهرستان کبودرآهنگ، بخش مرکزی، دهستان حاجیلو، ۶۵۰ م شمال شرق روستای کردآباد                                                                                           | ۲۱۱۹۱     | ۱۳۸۶/۱۱/۳۰ |       |
| ۳۷   | تپه کردآباد شماره ۴        |                | تاریخی ـ قرون اولیه، میانه و متاخر اسلامی                 | شهرستان کبودرآهنگ، بخش مرکزی، دهستان حاجیلو، ۲۰۰ م شمال غربی روستای کردآباد                                                                                          | ۲۱۱۹۲     | ۱۳۸۶/۱۱/۳۰ |       |
| ۳۸   | تپه ویان                   |                | تاریخی ـ قرون اولیه و میانه اسلامی                        | شهرستان کبودرآهنگ، بخش مرکزی، دهستان سبزدشت، ۷۰۰ م جنوب روستای ویان                                                                                                  | ۲۱۱۹۳     | ۱۳۸۶/۱۱/۳۰ |       |
| ۳۹   | قره تپه بابان              |                | تاریخی ـ قرون اولیه و میانه اسلامی                        | شهرستان کبودرآهنگ، بخش مرکزی، دهستان حاجیلو، ۲/۵ کیلومتری شمال روستای بابان                                                                                          | ۲۱۱۹۴     | ۱۳۸۶/۱۱/۳۰ |       |
| ۴۰   | گالا تپه                   |                | قرون اولیه ـ میانه و متاخر اسلامی                         | شهرستان کبودرآهنگ، بخش مرکزی، دهستان راهب، دو کیلومتری جنوب روستای قباق تپه                                                                                          | ۲۱۱۹۵     | ۱۳۸۶/۱۱/۳۰ |       |
| ۴۱   | تپه دستجرد ۱               |                | مس و سنگ ـ آهن                                            | شهرستان کبودر آهنگ، بخش مرکزی، دهستان راهب، ۵۰ م شمال روستای دستجرد                                                                                                  | ۲۱۱۹۶     | ۱۳۸۶/۱۱/۳۰ |       |
| ۴۲   | اوچ‌تپه                     |                | تاریخی ـ قرون اولیه و میانه اسلامی                        | شهرستان کبودرآهنگ، بخش شیرین سو، دهستان مهربان علیا، ۱۰۰ م غرب روستای اوچ‌تپه                                                                                         | ۲۱۱۹۷     | ۱۳۸۶/۱۱/۳۰ |       |
| ۴۳   | تپه قزلجه                  |                | تاریخی ـ قرون اولیه و میانه اسلامی                        | شهرستان کبودر آهنگ، بخش مرکزی، دهستان حاجیلو، چسبیده به ضلع شمالی روستای قزلجه                                                                                       | ۲۱۱۹۸     | ۱۳۸۶/۱۱/۳۰ |       |
| ۴۴   | تپه قزل یازو               |                | تاریخی ـ قرون اولیه اسلامی                                | شهرستان کبودرآهنگ، بخش مرکزی، دهستان حاجیلو، ۵۰۰ م شرق روستای رامیشان                                                                                                | ۲۱۱۹۹     | ۱۳۸۶/۱۱/۳۰ |       |
| ۴۵   | فولاد تپه شماره ۲          |                | تاریخی ـ قرون اولیه اسلامی                                | شهرستان کبودرآهنگ، بخش مرکزی، دهستان سبز دشت، یک کیلومتری شرق روستای عین آباد                                                                                        | ۲۱۲۰۰     | ۱۳۸۶/۱۱/۳۰ |       |
| ۴۶   | کوروش تپه                  |                | تاریخی ـ قرون اولیه، میانه و متاخر اسلامی                 | شهرستان کبودرآهنگ، بخش مرکزی، دهستان حاجیلو، ۱/۵ کیلومتری شمال روستای بابان                                                                                          | ۲۱۲۰۱     | ۱۳۸۶/۱۱/۳۰ |       |
| ۴۷   | میر محمد تپه               |                | ساسانی ـ قرون اولیه اسلامی                                | شهرستان کبودرآهنگ، بخش مرکزی، دهستان راهب، ۳۰۰ م غرب روستای اورقین                                                                                                   | ۲۱۲۰۲     | ۱۳۸۶/۱۱/۳۰ |       |
| ۴۸   | تاک‌تپه                     |                | تاریخی ـ قرون اولیه و میانه اسلامی                        | در میان تاکستانهای شمال شرق شهر کبودرآهنگ | ۲۱۲۰۳     | ۱۳۸۶/۱۱/۳۰ |       |
| ۴۹   | تپه اورقین                 |                | قرون اولیه، میانه و متاخر اسلامی                          | شهرستان کبودرآهنگ، بخش مرکزی، دهستان راهب، جنوب روستای اورقین | ۲۱۲۰۴     | ۱۳۸۶/۱۱/۳۰ |       |
| ۵۰   | تپه انجیر باغی I           |                | تاریخی ـ قرون اولیه و میانه اسلامی                        | شهرستان کبودرآهنگ، بخش شیرین سو، دهستان مهربان علیا، ۱۵۰ م شرق روستای انجیرباغی                                                                                      | ۲۱۵۷۳     | ۱۳۸۶/۱۲/۰۷ |       |
| ۵۱   | تپه چاه ۲۶                 |                | اشکانی ـ قرون اولیه اسلامی                                | شهرستان کبودرآهنگ، بخش مرکز ی، دهستان سبزدشت، ۳ کیلومتری جنوب شرق روستای عین آباد                                                                                    | ۲۱۵۷۴     | ۱۳۸۶/۱۲/۰۷ |       |
| ۵۲   | تپه کناری ایدلو            |                | اشکانی ـ قرون اولیه و میانه اسلامی                        | شهرستان کبودرآهنگ، بخش مرکزی، دهستان سرداران، شرق روستای ایدلو | ۲۱۵۷۵     | ۱۳۸۶/۱۲/۰۷ |       |
| ۵۳   | شعبان تپه                  |                | اشکانی ـ قرون اولیه، میانه و متاخر اسلامی                 | شهرستان کبودرآهنگ، بخش مرکزی، دهستان سرداران، ضلع جنوبی روستای پیرانداز                                                                                              | ۲۱۵۷۶     | ۱۳۸۶/۱۲/۰۷ |       |
| ۵۴   | تپه پیرانبار شماره ۲       |                | اشکانی ـ قرون اولیه، میانه و متاخر اسلامی                 | شهرستان کبودرآهنگ، بخش مرکزی، دهستان سرداران، جنوب شرقی روستای پیرانبار                                                                                              | ۲۱۵۷۷     | ۱۳۸۶/۱۲/۰۷ |       |
| ۵۵   | حسن تپه                    |                | مس و سنگ قدیم و جدید                                      | شهرستان کبودرآهنگ، بخش مرکزی، دهستان سبزدشت، شمال مهدی‌آباد | ۲۱۵۷۸     | ۱۳۸۶/۱۲/۰۷ |       |
| ۵۶   | تپه ایدلو                  |                | اشکانی ـ قرون اولیه و میانه اسلامی                        | شهرستان کبودرآهنگ، بخش مرکز ی، دهستان سرداران، شرق روستای ایدلو | ۲۱۵۷۹     | ۱۳۸۶/۱۲/۰۷ |       |
| ۵۷   | تپه ناصرآباد               |                | اشکانی ـ قرون اولیه، میانه و متاخر اسلامی                 | شهرستان کبودرآهنگ، بخش مرکزی، دهستان سرداران، شمال روستای ناصرآباد                                                                                                   | ۲۱۵۸۰     | ۱۳۸۶/۱۲/۰۷ |       |
| ۵۸   | تپه چاه ۱۳                 |                | مس سنگی ـ مفرغ ـ آهن ـ تاریخی                             | شهرستان کبودرآهنگ، بخش مرکزی، دهستان سبزدشت، ۳ کیلومتری جنوب شرق روستای عین آباد                                                                                     | ۲۱۵۸۱     | ۱۳۸۶/۱۲/۰۷ |       |
| ۵۹   | تپه شاوه II                |                | اشکانی ـ ساسانی ـ قرون اولیه و میانه اسلامی               | شهرستان کبودرآهنگ، بخش مرکزی، دهستان سبزدشت، روستای شاوه | ۲۱۵۸۲     | ۱۳۸۶/۱۲/۰۷ |       |
| ۶۰   | تپه شاوه شماره ۳           |                | مفرغ ـ آهن ـ تاریخی ـ قرون اولیه و میانه اسلامی           | شهرستان کبودرآهنگ، بخش مرکزی، دهستان سبزدشت، روستای شاوه | ۲۱۵۸۳     | ۱۳۸۶/۱۲/۰۷ |       |
| ۶۱   | تپه امیرآباد شماره ۱       |                | اشکانی ـ قرون اولیه و میانه اسلامی                        | شهرستان کبودرآهنگ، بخش مرکزی، دهستان حاجیلو، روستای امیرآباد | ۲۱۵۸۴     | ۱۳۸۶/۱۲/۰۷ |       |
| ۶۲   | تپه امیرآباد شماره ۲       |                | تاریخی ـ قرون اولیه و میانه اسلامی                        | شهرستان کبودرآهنگ، بخش مرکزی، دهستان حاجیلو، روستای امیرآباد | ۲۱۵۸۵     | ۱۳۸۶/۱۲/۰۷ |       |
| ۶۳   | تپه امامزاده راهب          |                | تاریخی ـ قرون اولیه و میانه اسلامی                        | شهرستان کبودرآهنگ، بخش مرکزی، دهستان راهب، روستای دستجرد | ۲۱۵۸۶     | ۱۳۸۶/۱۲/۰۷ |       |
| ۶۴   | نقوش صخره‌ای ابدال طاقچه سی |                | نوسنگی                                                    | شهرستان کبودرآهنگ، بخش گل تپه، دهستان گل تپه، جنوب روستای گوزل ابدال                                                                                                 | ۲۱۵۸۷     | ۱۳۸۶/۱۲/۰۷ |       |
| ۶۵   | کنه تپه                    |                | قرون اولیه، میانه و متاخر اسلامی                          | شهرستان کبودرآهنگ، بخش گل تپه، دهستان گل تپه، شمال غرب روستای مخور                                                                                                   | ۲۱۵۸۸     | ۱۳۸۶/۱۲/۰۷ |       |
| ۶۶   | تپه پر گلی                 |                | قرون اولیه، میانه و متاخر اسلامی                          | شهرستان کبودرآهنگ، بخش گل تپه، دهستان گل تپه، شرق روستای سوباشی | ۲۱۵۸۹     | ۱۳۸۶/۱۲/۰۷ |       |
| ۶۷   | تپه روستای طرایقه          |                | تاریخی ـ قرون اولیه و میانه و متاخر اسلامی                | شهرستان کبودرآهنگ، بخش گل تپه، دهستان گل تپه، روستای طرایقه بزرگ | ۲۱۵۹۰     | ۱۳۸۶/۱۲/۰۷ |       |
| ۶۸   | تپه دیونه II               |                | اشکانی ـ قرون اولیه، میانه و متاخر اسلامی                 | شهرستان کبودرآهنگ، بخش گل تپه، دهستان گل تپه، روستای اینانلو | ۲۱۵۹۲     | ۱۳۸۶/۱۲/۰۷ |       |
| ۶۹   | تپه دولت‌آباد (اردبیل)      |                | تاریخی ـ قرون اولیه اسلامی                                | شهرستان کبودرآهنگ، بخش مرکزی، دهستان حاجیلو، ۵۰۰ م جنوب روستای روعان                                                                                                 | ۲۱۵۹۴     | ۱۳۸۶/۱۲/۰۷ |       |
| ۷۰   | تپه احمدآباد               |                | تاریخی ـ قرون اولیه و میانه اسلامی                        | شهرستان کبودرآهنگ، بخش مرکزی، دهستان راهب، در حاشیه جنوب غربی روستای احمدآباد                                                                                        | ۲۱۵۹۵     | ۱۳۸۶/۱۲/۰۷ |       |
| ۷۱   | گورستان طاسران             |                | مفرغ ـ تاریخی ـ قرون اولیه اسلامی                         | شهرستان کبودرآهنگ، بخش مرکزی، دهستان راهب، جنوب روستای طاسران | ۲۱۵۹۶     | ۱۳۸۶/۱۲/۰۷ |       |
| ۷۲   | تپه کردآباد شماره ۱        |                | تاریخی ـ قرون اولیه و میانه اسلامی                        | شهرستان کبودرآهنگ، بخش مرکزی، دهستان حاجیلو، ۷۰۰ م شمال غرب روستای کردآباد                                                                                           | ۲۱۵۹۷     | ۱۳۸۶/۱۲/۰۷ |       |
| ۷۳   | تپه کردآباد شماره ۵        |                | تاریخی ـ قرون اولیه و میانه اسلامی                        | شهرستان کبودرآهنگ، بخش مرکزی، دهستان حاجیلو، شرق روستای کردآباد | ۲۱۵۹۸     | ۱۳۸۶/۱۲/۰۷ |       |
| ۷۴   | اورتا تپه                  |                | اشکانی ـ قرون اولیه، میانه و متاخر اسلامی                 | شهرستان کبودرآهنگ، بخش گل تپه، دهستان گل تپه، جنوب غربی روستای صفاریز                                                                                                | ۲۱۵۹۹     | ۱۳۸۶/۱۲/۰۷ |       |
| ۷۵   | تپه خسروا                  |                | تاریخی ـ قرون اولیه، میانه و متاخر اسلامی                 | شهرستان کبودرآهنگ، بخش مرکزی، یک کیلومتری شمال شهر جاده کبودرآهنگ به قبال تپه                                                                                        | ۲۱۶۰۰     | ۱۳۸۶/۱۲/۰۷ |       |
| ۷۶   | گوجه‌تپه                    |                | مس و سنگ ـ مفرغ ـ تاریخی ـ قرون اولیه و میانه اسلامی      | شهرستان کبودرآهنگ، بخش مرکزی، دهستان سبزدشت، شمال روستای حاتم آباد                                                                                                   | ۲۱۶۰۱     | ۱۳۸۶/۱۲/۰۷ |       |
| ۷۷   | گرگ‌تپه                     |                | اشکانی ـ ساسانی ـ قرون اولیه و میانه اسالمی               | شهرستان کبودرآهنگ، بخش مرکزی، دهستان سبزدشت، شمال شرقی روستای ویان                                                                                                   | ۲۱۶۰۲     | ۱۳۸۶/۱۲/۰۷ |       |
| ۷۸   | تپه پیرانبار               |                | اشکانی ـ قرون اولیه، میانه و متاخر اسلامی                 | شهرستان کبودرآهنگ، بخش مرکزی، دهستان سرداران، جنوب شرقی روستای پیرانبار                                                                                              | ۲۱۶۰۳     | ۱۳۸۶/۱۲/۰۷ |       |
| ۷۹   | ساری تپه دستجرد            |                | ساسانی ـ قرون اولیه و میانه اسلامی                        | شهرستان کبودرآهنگ، بخش مرکزی، دهستان راهب، ۱/۵ کیلومتری شرق روستای دستجرد                                                                                            | ۲۱۶۰۴     | ۱۳۸۶/۱۲/۰۷ |       |
| ۸۰   | تپه عین‌آباد شماره ۲        |                | ساسانی ـ قرون اولیه و میانه اسلامی                        | شهرستان کبودرآهنگ، بخش مرکزی، دهستان سبزدشت، در میان اراضی کشاورزی و بایر روستایی و بافت مسکونی                                                                      | ۲۱۶۰۵     | ۱۳۸۶/۱۲/۰۷ |       |
| ۸۱   | تپه عین‌آباد                |                | مس وسنگ ـ مفرغ                                            | شهرستان کبودرآهنگ، بخش مرکزی، دهستان سبزدشت، ۳۰۰ م جنوب روستای عین آباد                                                                                              | ۲۱۶۰۸     | ۱۳۸۶/۱۲/۰۷ |       |
| ۸۲   | تپه عین‌آباد شماره ۱        |                | ساسانی ـ قرون اولیه و میانه اسلامی                        | شهرستان کبودرآهنگ، بخش مرکزی، دهستان سبزدشت، غرب روستای عین آباد، چسبیده به بافت مسکونی روستا                                                                        | ۲۱۶۰۹     | ۱۳۸۶/۱۲/۰۷ |       |
| ۸۳   | تپه ویان                   |                | مفرغ ـ تاریخی ـ قرون اولیه اسلامی                         | شهرستان کبودرآهنگ، بخش مرکزی، دهستان سبزدشت، حاشیه شرقی، روستای ویان                                                                                                 | ۲۱۶۱۰     | ۱۳۸۶/۱۲/۰۷ |       |
| ۸۴   | تپه انجیرباغی شماره ۲      |                | آهن ـ اشکانی ـ ساسانی                                     | شهرستان کبودرآهنگ، بخش شیرین سو، دهستان مهربان علیا، ۱۰۰ م شرق روستای انجیرباغی                                                                                      | ۲۱۶۱۱     | ۱۳۸۶/۱۲/۰۷ |       |
| ۸۵   | تپه پیرانبار شماره ۳       |                | اشکانی ـ قرون اولیه و میانه اسلامی                        | شهرستان کبودرآهنگ، بخش مرکزی، دهستان راهب، روستای پیرانبار | ۲۱۶۱۲     | ۱۳۸۶/۱۲/۰۷ |       |
| ۸۶   | تپه‌حصار شماره ۳            |                | اشکانی ـ قرون اولیه اسلامی                                | شهرستان کبودرآهنگ بخش مرکزی، دهستان راهب، یک کیلومتری غرب روستای حصار، ۵۰۰ م جنوب شرقی محوطه KA، ۶۳                                                                  | ۲۱۶۱۳     | ۱۳۸۶/۱۲/۰۷ |       |
| ۸۷   | تپه اکنلو                  |                | تاریخی ـ قرون اولیه، میانه و متاخر اسلامی                 | شهرستان کبودرآهنگ، بخش مرکزی، دهستان مهربان علیا، ۴۵۰ م شرق روستای اکنلو                                                                                             | ۲۱۶۱۴     | ۱۳۸۶/۱۲/۰۷ |       |
| ۸۸   | تپه قلعه علی‌آباد           |                | اشکانی ـ قرون اولیه، میانه و متاخر اسلامی                 | شهرسان کبودرآهنگ، بخش گل تپه، دهستان گل تپه، روستای علی‌آباد | ۲۱۶۲۰     | ۱۳۸۶/۱۲/۰۷ |       |
| ۸۹   | تپه قزل یازو شماره ۲       |                | تاریخی ـ قرون اولیه اسلامی                                | شهرستان کبودرآهنگ، بخش مرکزی، دهستان حاجیلو، در سمت غربی روستای رامیشان                                                                                              | ۲۱۶۲۴     | ۱۳۸۶/۱۲/۰۷ |       |
| ۹۰   | تپه‌حصار شماره ۲            |                | اشکانی ـ قرون اولیه اسلامی                                | شهرستان کبودرآهنگ، بخش مرکزی، دهستان راهب، یک کیلومتری غرب روستای حصار                                                                                               | ۲۱۶۳۰     | ۱۳۸۶/۱۲/۰۷ |       |
| ۹۱   | تپه چاه ۲۵                 |                | آهن ـ تاریخی ـ قرون اولیه و میانه اسلامی                  | شهرستان کبودرآهنگ، دهستان سبزدشت، ۲/۵ کیلومتری جنوب شرق روستای عین آباد                                                                                              | ۲۱۶۴۲     | ۱۳۸۶/۱۲/۰۷ |       |
| ۹۲   | تپه وسط                    |                | اشکانی ـ قرون اولیه اسلامی                                | شهرستان کبودرآهنگ، بخش گل تپه، دهستان گل تپه، روستای کهریز بابا حسین                                                                                                 | ۲۱۶۵۱     | ۱۳۸۶/۱۲/۰۷ |       |
| ۹۳   | تپه دهکده                  |                | اشکانی ـ قرون اولیه، میانه و متاخر اسلامی                 | شهرستان کبودرآهنگ، بخش گل تپه، دهستان گل تپه، روستای خواجه کندی | ۲۱۶۵۲     | ۱۳۸۶/۱۲/۰۷ |       |
| ۹۴   | تپه ایدلو شماره ۵          |                | اشکانی ـ قرون اولیه و میانه اسلامی                        | شهرستان کبودرآهنگ، بخش مرکزی، دهستان سرداران، روستای ایدلو | ۲۱۶۵۳     | ۱۳۸۶/۱۲/۰۷ |       |
| ۹۵   | تپه گوزل ابدال             |                | تاریخی ـ قرون اولیه، میانه و متاخر اسلامی                 | شهرستان کبودرآهنگ، بخش گل تپه، دهستان گل تپه، روستای گوزل ابدال | ۲۱۶۵۶     | ۱۳۸۶/۱۲/۰۷ |       |
| ۹۶   | جیره تپه                   |                | تاریخی ـ قرون اولیه، میانه و متاخر اسلامی                 | شهرستان کبودرآهنگ، بخش گل تپه، دهستان گل تپه، روستای انصار | ۲۱۶۵۷     | ۱۳۸۶/۱۲/۰۷ |       |
| ۹۷   | سلمان تپه                  |                | تاریخی ـ قرون اولیه، میانه و متاخر اسلامی                 | شهرستان کبودرآهنگ، بخش گل تپه، دهستان مهربان سفلی، روستای پیر جراح                                                                                                   | ۲۱۶۵۸     | ۱۳۸۶/۱۲/۰۷ |       |
| ۹۸   | تپه شیخ جراح               |                | مس وسنگ میانی و جدید ـ اشکانی                             | شهرستان کبودرآهنگ، بخش گل تپه، دهستان مهربان سفلی، جنوب روستای شیخ جراح                                                                                              | ۲۱۶۵۹     | ۱۳۸۶/۱۲/۰۷ |       |
| ۹۹   | گورتپه                     |                | اشکانی ـ قرون اولیه و میانه اسلامی                        | شهرستان کبودرآهنگ، بخش گل تپه، دهستان گل تپه، روستای سوباشی | ۲۱۶۶۰     | ۱۳۸۶/۱۲/۰۷ |       |
| ۱۰۰  | تپه میانی ایدلو            |                | اشکانی ـ قرون اولیه و میانه اسلامی                        | شهرستان کبودرآهنگ، بخش مرکزی، دهستان سرداران، ۵۰ م شرق روستای ایدلو                                                                                                  | ۲۱۶۶۱     | ۱۳۸۶/۱۲/۰۷ |       |
| ۱۰۱  | تپه قراگل شماره ۱          |                | اشکانی ـ قرون اولیه اسلامی                                | شهرستان کبودرآهنگ، بخش مرکزی، دهستان سرداران، روستای قراگل | ۲۱۶۶۲     | ۱۳۸۶/۱۲/۰۷ |       |
| ۱۰۲  | تپه آلان                   |                | مس و سنگ جدید ـ تاریخی ـ قرون اولیه، میانه و متاخر اسلامی | شهرستان کبودرآهنگ، بخش گل تپه، دهستان گل تپه کنار جاده متصل به روستای آلان سفلی                                                                                      | ۲۱۶۶۴     | ۱۳۸۶/۱۲/۰۷ |       |
| ۱۰۳  | تپه خرابه دالی چو          |                | تاریخی ـ قرون اولیه، میانه و متاخر اسلامی                 | شهرستان کبودرآهنگ، بخش گل تپه، دهستان گل تپه، روستای چاله کند | ۲۱۶۶۵     | ۱۳۸۶/۱۲/۰۷ |       |
| ۱۰۴  | تپه قزلار قلعه سی          |                | تاریخی ـ قرون اولیه اسلامی                                | شهرستان کبودرآهنگ، بخش گل تپه، دهستان گل تپه، جنوب روستای چاله کند                                                                                                   | ۲۱۶۶۶     | ۱۳۸۶/۱۲/۰۷ |       |
| ۱۰۵  | تپه قدمگاه جعفر            |                | اشکانی ـ قرون اولیه، میانه و متاخر اسلامی                 | شهرستان کبودرآهنگ، بخش گل تپه، دهستان مهربان سفلی، روستای قهرود علیا                                                                                                 | ۲۱۶۶۷     | ۱۳۸۶/۱۲/۰۷ |       |
| ۱۰۶  | تپه کبوتر خان              |                | تاریخی ـ قرون اولیه، میانه و متاخراسلامی                  | شهرستان کبودرآهنگ، بخش گل تپه، دهستان گل تپه، شمال روستای اینانلو | ۲۱۶۶۸     | ۱۳۸۶/۱۲/۰۷ |       |
| ۱۰۷  | گل‌تپه                      |                | اشکانی ـ قرون اولیه، میانه و متاخر اسلامی                 | شهرستان کبودرآهنگ، بخش گل‌تپه، شهر گل‌تپه، قسمت‌های جنوبی حاشیه شهر | ۲۱۶۷۳     | ۱۳۸۶/۱۲/۰۷ |       |
| ۱۰۸  | تپه امامزاده ویان          |                | مس و سنگ ـ اشکانی ـ قرون اولیه و میانه اسلامی             | شهرستان کبودر آهنگ، دهستان سبز دشت، ضلع جنوبی روستای ویان | ۲۱۶۷۴     | ۱۳۸۶/۱۲/۰۷ |       |
| ۱۰۹  | تپه قرا گل شماره ۲         |                | اشکانی ـ قرون اولیه و میانه اسلامی                        | شهرستان کبودرآهنگ، بخش مرکزی، دهستان سرداران، شرق روستای قراگل | ۲۱۶۷۵     | ۱۳۸۶/۱۲/۰۷ |       |
| ۱۱۰  | تپه خاکستر                 |                | قرون اولیه، میانه و متاخر اسلامی                          | شهرستان کبودرآهنگ، بخش گل تپه، دهستان گل تپه، روستای دالی چو | ۲۱۶۷۶     | ۱۳۸۶/۱۲/۰۷ |       |
| ۱۱۱  | تپه دینیاکان               |                | اشکانی ـ قرون اولیه، میانه و متاخر اسلامی                 | شهرستان کبودر آهنگ، بخش گل تپه، دهستان مهربان سفلی، جنوب غربی روستای کیتو                                                                                            | ۲۱۶۷۷     | ۱۳۸۶/۱۲/۰۷ |       |
| ۱۱۲  | تپه دیونه I                |                | مس وسنگ ـ مفرغ ـ آهن ـ قرون اولیه و متاخر اسلامی          | شهرستان کبودرآهنگ، بخش گل تپه، دهستان گل تپه، غرب روستای اینانلو | ۲۱۶۷۹     | ۱۳۸۶/۱۲/۰۷ |       |
| ۱۱۳  | تپه خرابه پیربادام         |                | قرون میانی و متاخر اسلامی                                 | شهرستان کبودرآهنگ، بخش گل تپه، دهستان گل تپه، ۵۰ م غرب روستای پیربادام                                                                                               | ۲۱۶۸۰     | ۱۳۸۶/۱۲/۰۷ |       |
| ۱۱۴  | تپه قلعه جوق               |                | اشکانی ـ قرون اولیه، میانه و متاخر اسلامی                 | شهستان کبودرآهنگ، بخش گل تپه، دهستان علیصدر، روستای سراب | ۲۱۶۸۱     | ۱۳۸۶/۱۲/۰۷ |       |
| ۱۱۵  | محوطه غار سراب             |                | مس و سنگ ـ قرون میانه و متاخر اسلامی                      | شهرستان کبودرآهنگ، بخش گل تپه، دهستان علی صدر | ۲۱۶۸۲     | ۱۳۸۶/۱۲/۰۷ |       |